# Giardini e misteri
Giardini e misteri (Rosemary and Thyme) è una serie televisiva britannica. La serie è stata girata nel 2002 in Gran Bretagna ed è stata trasmessa dal 2003 al 2007.
In Italia è stata trasmessa su Rai 1 dal 23 settembre 2006, su Rai 3 dall'8 settembre 2008 e su Rai 2 dal 9 gennaio 2010.

## Trama
Rosemary Boxer è una cinquantenne ex docente di orticoltura all'università di Malmesbury che è grande amica della coetanea Laura Thyme, ex poliziotta appena divorziata dal marito. Le due amiche si occupano di piante e fiori e di ristrutturazioni di giardini, durante le puntate vengono contattate da proprietari di antichi parchi o giardini coinvolti in storie arcane e misteriose. in questi posti accadono fatti criminosi: omicidi, furti e altri misfatti. Rosemary e Laura investigano e riescono a capire chi è il colpevole.

## Episodi
| Stagione         | Episodi | Prima TV originale | Prima TV Italia |
| ---------------- | ------- | ------------------ | --------------- |
| Prima stagione   | 6       | 2003               |                 |
| Seconda stagione | 9       | 2004               |                 |
| Terza stagione   | 8       | 2005-2007          |                 |

### Stagione 1
| Nº | Titolo originale             | Titolo italiano            | Prima TV UK | Prima TV Italia |
| 1  | And no birds sing            | La strega di Withersedge   |             |                 |
| 2  | Arabica and the early spider | Tracce del passato         |             |                 |
| 3  | The language of flowers      | Il linguaggio dei fiori    |             |                 |
| 4  | Sweet Angelica               | Dolce Angelica             |             |                 |
| 5  | A simple plot                | Il terreno della discordia |             |                 |
| 6  | The tree of death            | L’albero della morte       |             |                 |

### Stagione 2
| Nº | Titolo originale                 | Titolo italiano                               | Prima TV UK | Prima TV Italia |
| 1  | The memory of water (Part 1 & 2) | La memoria dell'acqua (prima e seconda parte) |             |                 |
| 2  | The memory of water (Part 1 & 2) | La memoria dell'acqua (prima e seconda parte) |             |                 |
| 3  | Orpheus in the undergrowth       | Il giardino di Orfeo                          |             |                 |
| 4  | They understand me in Paris      | Quei dolci al lampone                         |             |                 |
| 5  | The invincibile worm             | La notte del cervo                            |             |                 |
| 6  | The gongoozlers                  | Lo stagionale                                 |             |                 |
| 7  | The Italian rapscallion          | Delitti in Riviera                            |             |                 |
| 8  | Swords into ploughshares         | Il gladio                                     |             |                 |
| 9  | Up the garden path               | Il gemello Guglielmo                          |             |                 |

### Stagione 3
| Nº | Titolo originale      | Titolo italiano              | Prima TV UK | Prima TV Italia |
| 1  | In a Monastery garden | Nel giardino del Monastero   |             |                 |
| 2  | Seeds of time         | Antichi rimedi               |             |                 |
| 3  | Agua cadaver          | Il giardino moresco          |             |                 |
| 4  | Three legs good       | Il profumo della vendetta    |             |                 |
| 5  | The gooseberry bush   | Sotto un cespuglio di cavoli |             |                 |
| 6  | Raquet espanol        | L’ex campione                |             |                 |
| 7  | Two gardeners         | Una fredda vendetta          |             |                 |
| 8  | The cup of silence    | La coppa del silenzio        |             |                 |